# 圣阿基兰德帕西
圣阿基兰德帕西（法語：Saint-Aquilin-de-Pacy，法語發音：[sɛ̃.t‿akilɛ̃ də pasi]，意为“帕西的圣阿基兰”）是法国厄尔省的一个旧市镇，位于该省东部，原属于埃夫勒区。2017年1月1日，圣阿基兰德帕西并入相邻的厄尔河畔帕西，改属莱桑德利区。

## 地理
圣阿基兰德帕西（49°0'41"N, 1°22'36"E）面积8.5 平方千米，位于法国诺曼底大区厄尔省，该省份为法国北部内陆省份，北起滨海塞纳省，西接奧恩省和卡爾瓦多斯省，南至厄尔-卢瓦省，东临瓦兹省、瓦兹河谷省和伊夫林省。
与圣阿基兰德帕西接壤的市镇（或旧市镇、城区）包括：卡尤埃-奥热维尔、厄尔河畔克鲁瓦西、凡镇、勒普莱西埃贝尔、厄尔河畔帕西。
圣阿基兰德帕西的时区为UTC+01:00、UTC+02:00（夏令时）。

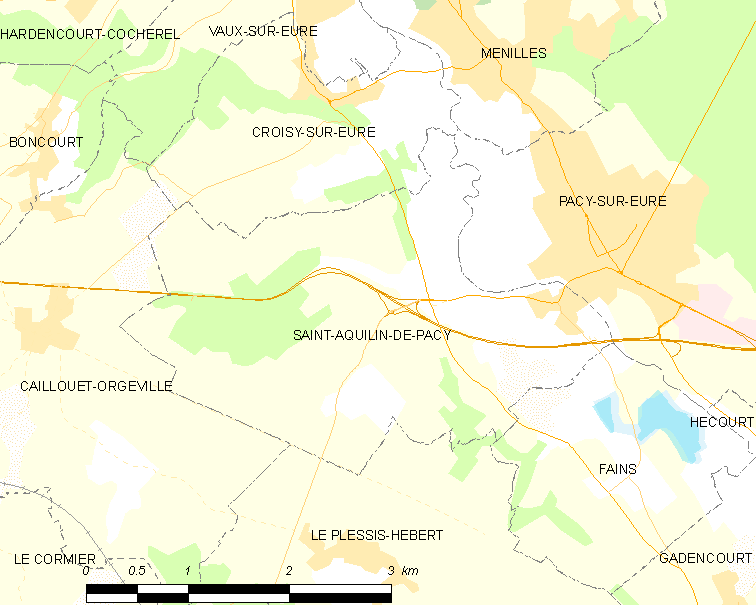
圣阿基兰德帕西的OSM定位图

## 行政
圣阿基兰德帕西的邮政编码为27120，INSEE市镇编码为27510。

## 政治
圣阿基兰德帕西所属的省级选区为厄尔河畔帕西县。

## 人口

1962-2008年间圣阿基兰德帕西人口变化图示

圣阿基兰德帕西于2018年1月1日时的人口数量为505人。